# Papa-mel-de-orelha-preta
O papa-mel-de-orelha-preta (Manorina melanotis) é um melifagídeo ameaçado de extinção, endêmico de sub-bosques e matagais de mallee no sudeste da Austrália.

## Taxonomia
Manorina melanotis foi identificada por Francis Erasmus Wilson em 1911. Ela está intimamente relacionada com o papa-mel-de-pescoço-amarelo (M. flavigula), muito mais amplamente distribuído, e o status taxonômico do papa-mel-de-orelha-preta é objeto de alguma controvérsia, com alguns pesquisadores considerando-o uma subespécie de M. flavigula.

## Comportamento
Eles são criadores cooperativos, vivendo em colônias durante a época de reprodução e se dispersando na mata durante os períodos não reprodutivos. Pouco se sabe sobre seus movimentos durante esses períodos.
Em 2022, foi relatado que a espécie estava cruzando com o papa-mel-de-pescoço-amarelo.

## Distribuição e habitat

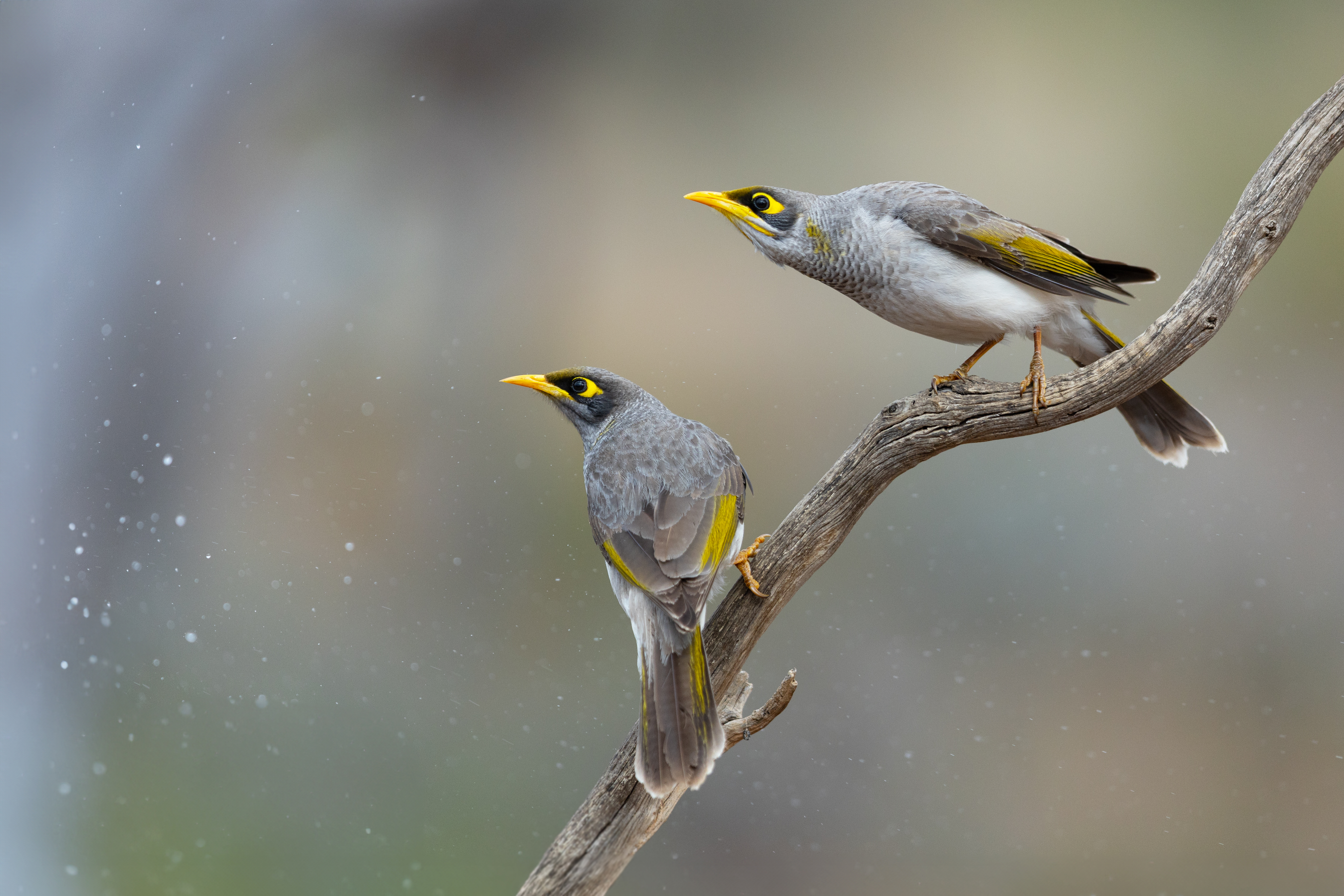
Papa-mel-de-pescoço-amarelo (direita) e híbrido de papa-mel-de-orelha-preta × papa-mel-de-pescoço-amarelo (esquerda). O contato recente das populações dessas duas espécies deve-se aos impactos humanos no habitat de mallee.

As Áreas Importantes para a Preservação de Aves, identificadas pela BirdLife International como importantes para a conservação do papa-mel-de-orelha-preta, são áreas que contêm florestas de mallee relativamente intactas no noroeste de Victoria e no sudeste da Austrália Meridional. Elas compreendem Murray-Sunset, Hattah e Annuello, Riverland Mallee e Wyperfeld, Big Desert e Ngarkat.

## Status de conservação
A sobrevivência do papa-mel-de-orelha-preta foi ameaçada pela remoção do habitat para dar lugar à agricultura, e a ave sofreu a concorrência de cabras-ferais, coelhos-europeus, cangurus e outros herbívoros de grande porte, que passaram a ter acesso à água que não tinham anteriormente. A espécie foi avaliada como “provavelmente a ave mais rara e mais ameaçada da Austrália” em 2016 pelo ornitólogo John McLaughlin, enquanto um estudo de 2018 a classificou como a 10ª ave com maior risco de extinção.
Em 2022, restavam cerca de 200 colônias, com até 20 aves em cada colônia. O cruzamento com o papa-mel-de-pescoço-amarelo afetou a integridade genética do papa-mel-de-orelha-preta, o que aumenta o risco para sua população.
A espécie está listada como ameaçada de extinção na Lista Vermelha da IUCN (2021.3) e no Environment Protection and Biodiversity Conservation Act 1999, e seu status de conservação em vários estados australianos é o seguinte:
- Nova Gales do Sul: Listado como “Criticamente em Perigo” pela Lei de Conservação da Biodiversidade de 2016, em fevereiro de 2022.[2]
- Austrália Meridional: Listado como “Em perigo” pela Lei de Parques Nacionais e Vida Selvagem de 1972, em janeiro de 2020.[2]
- Victoria: Listado como “Ameaçado” pela Lei de Garantia da Flora e da Fauna (1988), em outubro de 2021, e como “em perigo” na lista consultiva de 2007 da fauna de vertebrados ameaçados.[9][10] De acordo com essa lei, foi preparada uma Declaração de Ação para a recuperação e o gerenciamento futuro dessa espécie.[11][2]

### Medidas de conservação
Em julho de 2022, foi anunciado que AUD$ 125.000 foram dedicados à proteção do papa-mel-de-orelha-preta. O governo australiano forneceu o financiamento para o Murraylands and Riverland Landscape Board (MRLB) e seus parceiros para o projeto. Como parte do projeto, os pesquisadores farão exames genéticos das aves nas 200 populações.